# Kungl. Maj:ts Orden
Kungl. Maj:ts Orden (KMO, utläses Kunglig Majestäts Orden) är den officiella beteckningen på de fyra svenska kungliga riddarordnarna Serafimerorden, Svärdsorden, Nordstjärneorden (instiftade 1748) och Vasaorden (instiftad 1772) med tillhörande ordenskapitel och kansli.
Från 1748 till 1974 delades de fyra ordnarna ut som belöning för olika samhällsinsatser eller för lång och trogen tjänst inom staten. Genom ordensreformen som trädde ikraft 1975 upphörde utdelningen till svenska medborgare. Serafimerorden och Nordstjärneorden delades därefter endast ut till utländska medborgare; från 1995 har dock Nordstjärneorden även delats ut till medlemmar av det svenska kungahuset.
Nuvarande stadgar för ordnarna fastställdes 2023 efter att ha godkänts av regeringen.
Kung Carl XVI Gustaf är ordnarnas stormästare (före 1975 Herre och Mästare). Beslut fattas i ordenskapitlet som utöver kungen består av ordenskanslern, vice ordenskanslern samt fyra av kungen utsedda ledamöter. För att bereda förslag om utdelning av ordnar finns ett självständigt ordensråd med åtta ledamöter.

## Historia

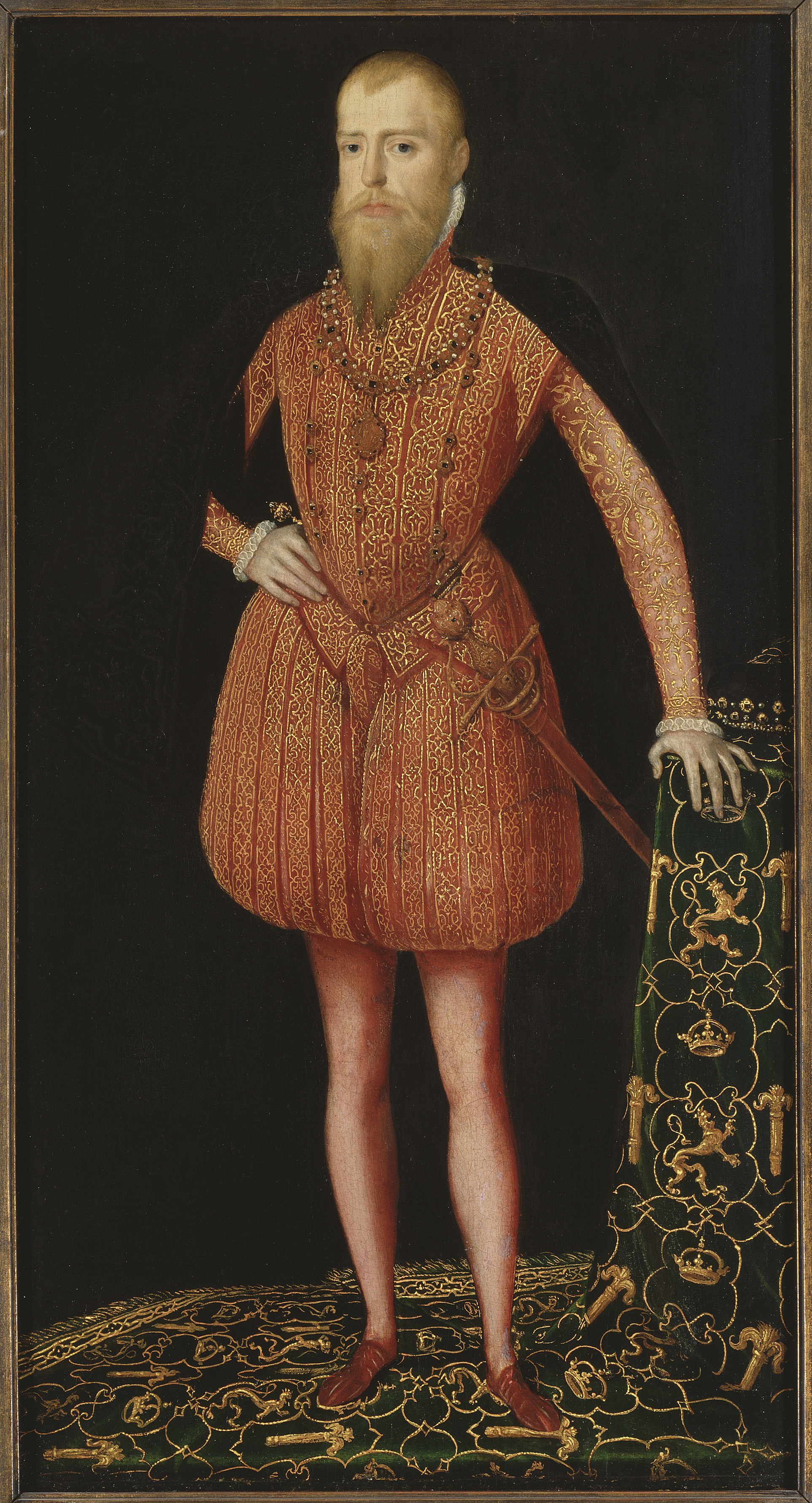
Erik XIV med Salvatorsordens kedja runt halsen

Riddarordnar började uppkomma i Europa under medeltiden och då som religiösa sällskap, ofta med ett militärt syfte såsom Tempelherreorden eller Malteserorden. Inom dessa ordnar lyckades man förena krigiskhet med fromhet, och dessa religiösa riddare ingick ofta i de korståg som kyrkan anordnade för att exempelvis återta Heliga landet. Under senmedeltiden började världsliga furstar att inrätta sina egna ordenssamfund såsom exempelvis den engelska Strumpebandsorden som instiftades av Edvard III av England 1348. Denna är en så kallad världslig riddarorden vilka kan sägas endast innehåller en klass och där medlemsantalet är begränsat till fursten, andra statschefer och synnerligen framstående medborgare.

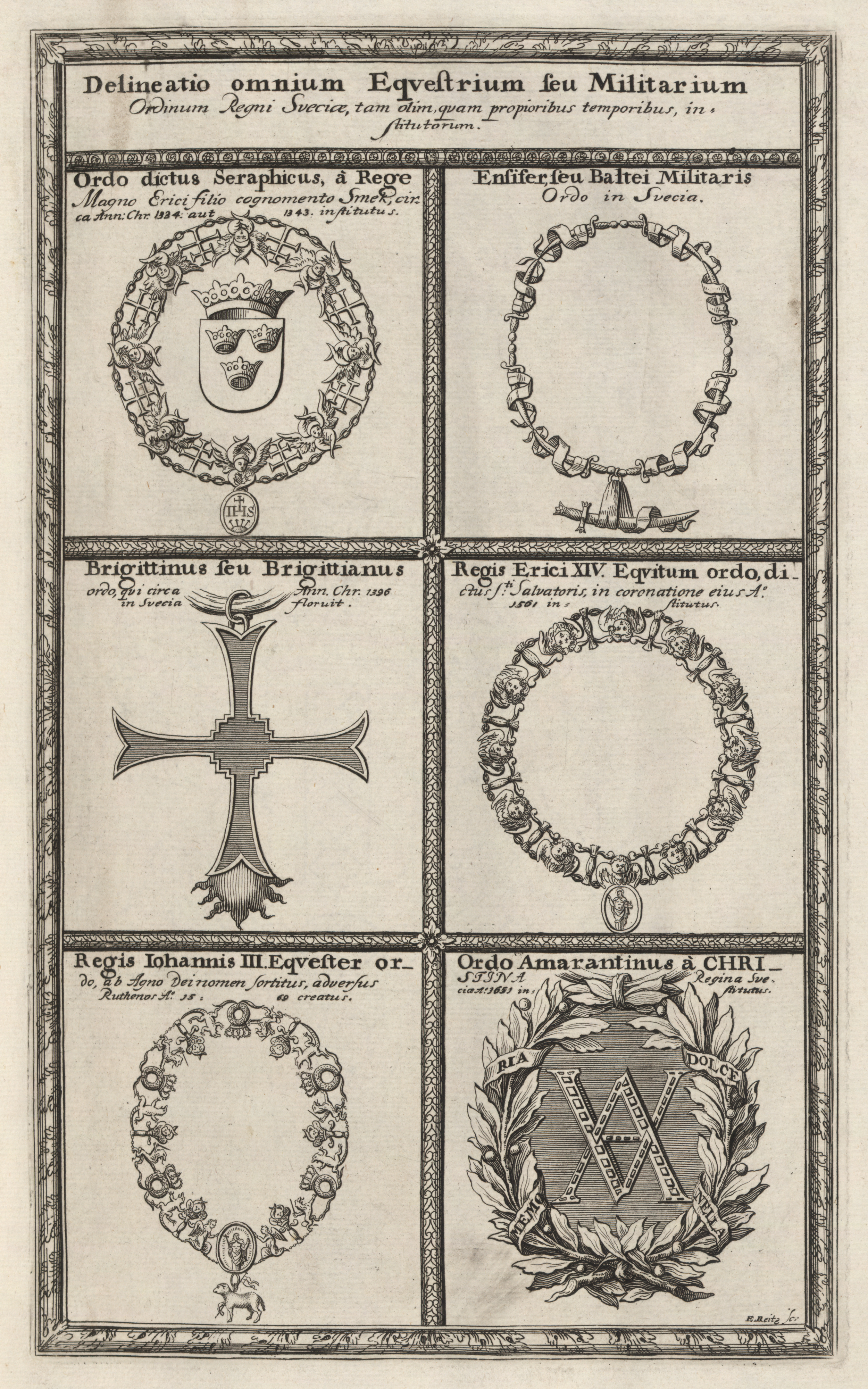
Legendariska och historiska svenska ordnar avbildade i Suecia antiqua et hodierna 1694.

I Sverige vet man att kung Johan II vid sin kröning 1497 delade ut riddarkedjor, som var ett synligt tecken på riddarvärdigheten och kan ses som det första steget mot en svensk riddarorden. 1561 instiftade så Erik XIV Salvatorsorden som kungen bar själv, samtidigt som den utdelades till ett flertal världsliga herrar. Johan III instiftade Agnus Dei orden under sin tid som regent och 1606 instiftade Karl IX Jehovaorden. Ingen av dessa första ordnar överlevde sina instiftare. 1653 instiftade Drottning Kristina Amarantorden, som ursprungligen var avsedd endast för hovet men kom att förlänas även till utländska furstar och sändebud. Orden upphörde med drottningens abdikation 1654 men en ny, Jesu namns orden, instiftades 1656 av hennes efterträdare, Karl X Gustav. Denna orden överlevde endast till Karl XI:s tid.
I riksdagen hade dock förslag till ett ordensväsende väckts redan 1738 av Johan von Kaulbars. Avsikten var att skapa ett alternativ till nyadlande som belöning och därmed minska antalet nya grevliga och friherrliga ätter. Kanslipresident Arvid Horn motsatte sig förslaget och det gick inte igenom. 1747 efterträddes Horn av Carl Gustaf Tessin som själv tog initiativ till ett svenskt ordensväsende. I december samma år fick sekreta utskottet ett förslag, undertecknat av Carl Hårleman men författat av riksrådet Anders Johan von Höpken. Det framhävdes att Sverige och Nederländerna var de enda europeiska staterna som saknade statsordnar och poängterades dessutom att utan en egen orden skulle tronföljaren Adolf Fredrik vid sitt trontillträde vara tvungen att bära den ryska Sankt Andreasorden som han innehade.
Tre ordnar föreslogs: en för rikets främsta ämbetsmän, en för militärer och en för civila tjänstemän. Serafimerorden beskrivs i sina första statuter såsom "återupplivad" då den gick tillbaka på fyra äldre ordnarna som alla hade haft Gud eller Jesus som centrala teman, även kristogrammet IHS hade använts tidigare. Även svärdsorden beskrevs som återupplivad och den tredje kom att få namnet Nordstjärneorden. Trots stark kritik föreslog utskottet kung Fredrik I att instifta tre ordnar enligt förslaget. Riksrådet arbetade fram statuter som den 23 februari framlades för kungen.

## Utdelning till svenska medborgare
Den 1 januari 1975 genomfördes den så kallade Ordensreformen, som syftade till att ordnarna inte längre skulle användas som belöning till enskilda svenska medborgare.
I november 2019 tillsattes en parlamentarisk utredning som redovisades i september 2021. Utredningen skulle utreda möjligheten för svenska medborgare att åter kunna förlänas ordnar, men efter ett ”modernare” system. Utredningen mynnade ut i en ny reform, kallad Belöningsreformen. Sedan 1 februari 2023 kan enskilda svenska medborgare åter förlänas de svenska ordnarna, med undantag av Serafimerorden. En skillnad är dock att förslag till ordensutnämningar nu ska godkännas av regeringen innan utdelning.
Den första ordensutnämningen efter Belöningsreformen skedde den 21 mars 2024, då kungen beslutade att förläna ordnar till tretton svenskar baserat på förslag från allmänheten, beredda av Ordensrådet och godkända (förordade) av regeringen. Utdelningen skedde vid en ceremoni på Stockholms slott den 31 maj 2024. Bland mottagarna fanns de fyra medlemmarna i musikgruppen ABBA, två nobelpristagare, två officerare, en diplomat, företrädare för näringsliv och scenkonst, samt personer som visat stort samhällsengagemang eller mod.

## Organisation

### Ordenskapitlet
Ordenskapitlet består, utöver kungen, av ordenskanslern, vice ordenskanslern samt fyra av kungen utsedda ledamöter. Dessa är (2019):
- Fredrik Wersäll, t.f. ordenskansler, riksmarskalk 2015-[21]
- Per Sandin, vice ordenskansler tillika sekreterare, 2019-[22]
- Urban Bäckström, fd statssekreterare och riksbankschef, 2006-
- Inger Liliequist, f.d. riksantikvarie, 2019-
- Maria Christina Lundqvist, protokollchef på Utrikesdepartementet, 2020-[23]

Ordinarie ordenskapitel hålls i slutet av april. Tidigare hölls det alltid på "stora ordensdagen" den 28 april (Fredrik I:s, Serafimer-, Svärds- och Nordstjärneordnarnas instiftares, födelsedag). Ordenskapitlet leds av stormästaren och motsvarar ett styrelse- eller årsmöte. Tilldelning av utmärkelser förläggs till extra ordenskapitel. Ordensärendena föredras då av kanslern eller vice kanslern i samråd med Utrikesdepartementets protokollavdelning. Beslut om tilldelning av ordnar till utländska medborgare fattas efter förord av regeringen.

### Ordenskansliet
Ordenskansliet ligger på Stockholms slott i Stockholm i anslutning till ordenssalarna. Där handläggs alla ärenden som rör utdelande av svenska ordnar och kungliga medaljer. Kansliet ansvarar också för att föra matriklar över mottagare av ordnar samt för att Serafimerriddarnas vapen målas.
Kungl. Maj:ts Orden har tre ämbetsmän som utses av kungen: ordenskansler (Fredrik Wersäll, tillförordnad 2025-), vice ordenskansler tillika sekreterare (Per Sandin, 2019-) och skattmästare (Jan Lindman, 2019-). Ämbetsmännen bär större ämbetstecknet, Serafimerordens stora ordenstecken i ordens band om halsen. Vice ordenskansler tillika sekreterare är heltidsanställd, medan ordenskansler och skattmästare är arvoderade.
Vid Kungl. Maj:ts Orden finns också sex tjänstemän som anställs av ordenskanslern: ordensintendent (Christian Thorén), ordenshärold (Jonas Arnell), ordenskanslist, ordensarkivarie, ordenshistoriograf (Martin Sunnqvist) samt kungl. vapenmålare (Leif Ericsson). Dessa bär mindre ämbetstecknet, Serafimerordens lilla ordenstecken i ordens band på bröstet, vilket åter togs i bruk hösten 2011 genom beslut av kungen. Av tjänstemännen uppbär ordenshärolden och ordenskanslisten heltidsanställning, ordensintendenten deltidsanställning, medan övriga är arvoderade.

### Officianter (1748–1974)

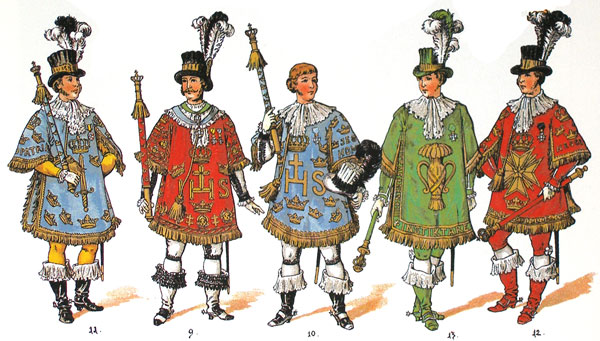
Från vänster: Svärdsordens härold, rikshärolden, Serafimerordens härold, Vasaordens härold och Nordstjärneordens härold. Samtliga med häroldsstavar och iförda häroldskåpor.

Före 1975 skulle kansler, vice kansler, översteskattmästare (till 1898), och översteombudsman (till 1898) utses bland Serafimerordens riddare. Utöver dem ingick i Kungl. Maj:ts Orden en mängd officianter, som tjänstgjorde vid samtliga ordnar. Dessa utgjordes av:
Överofficianterna: skattmästare, sekreterare, ceremonimästare (till 1952), banérförare (till 1952), underkansler (till 1952), ordenskaplan (till 1783) och ordensbiskop (1783 till 1952). Bar det större ämbetstecknet.
Officianterna: rikshärold. Bar ett särskilt ämbetstecken. Sedan 1800-talet innehades detta ämbete av ceremonimästaren vid hovet.
Underofficianterna: kamrerare, arkivarie, underceremonimästare (till 1952), registrator (till 1952), och kassakontrollant. Bar det mindre ämbetstecknet. 
Icke officianter (knutna vid respektive orden): två härolder vid Serafimerorden, historiograf (till 1952), två kaplaner, samt kanslister (till 1952): bar det mindre ämbetstecknet. Två härolder vardera vid Svärdsorden, Nordstjärneorden och Vasaorden (till 1952): bar ett särskilt häroldstecken.
1818–1847 fanns det särskild skattmästare, ceremonimästare, underkansler, rikshärold, underceremonimästare och registrator för Norge.

## Bilder

Kedjan till Karl IX:s Jehovaorden.
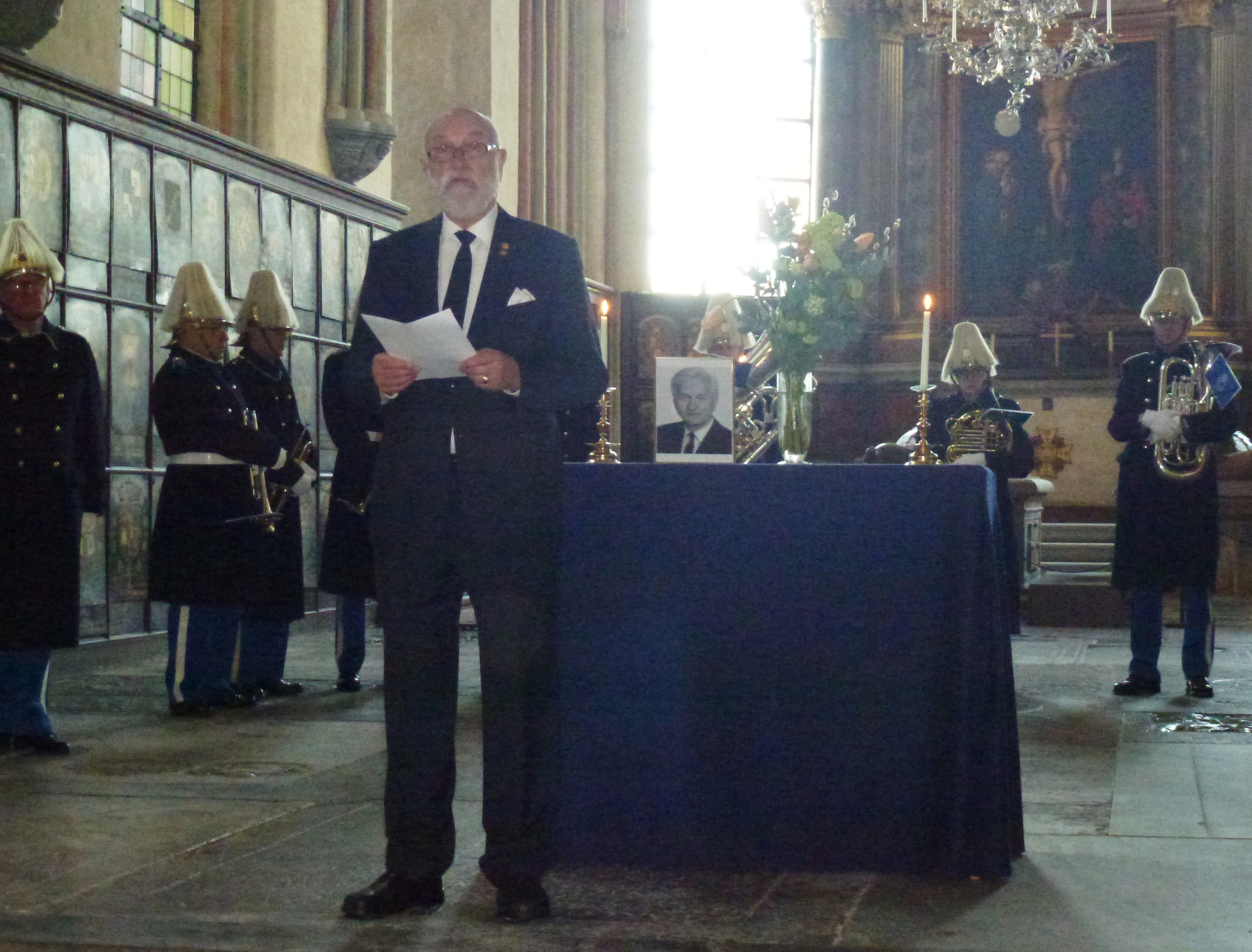
Staffan Rosén vid Serafimerringning i Riddarholmskyrkan 11 februari 2015.
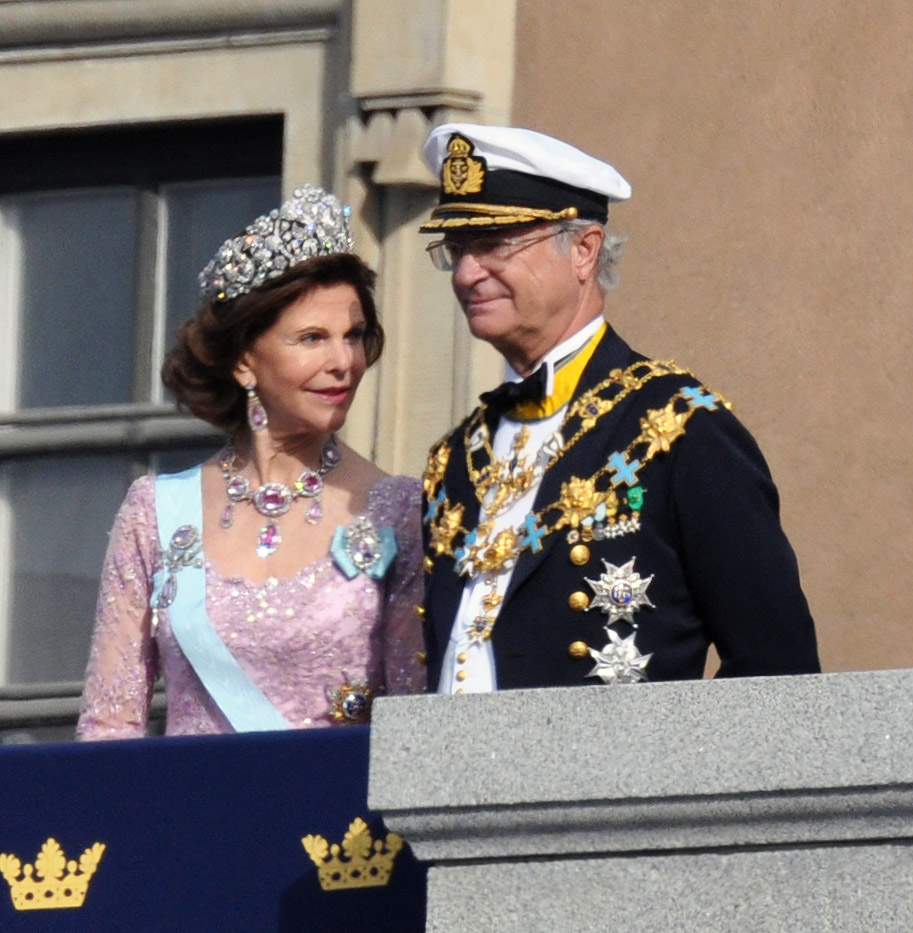
Carl XVI Gustaf (till höger) är stormästare över Serafimer-, Svärds-, Nordstjärne- och Vasaordnarna.[b]